# Georg Friedrich Treitschke

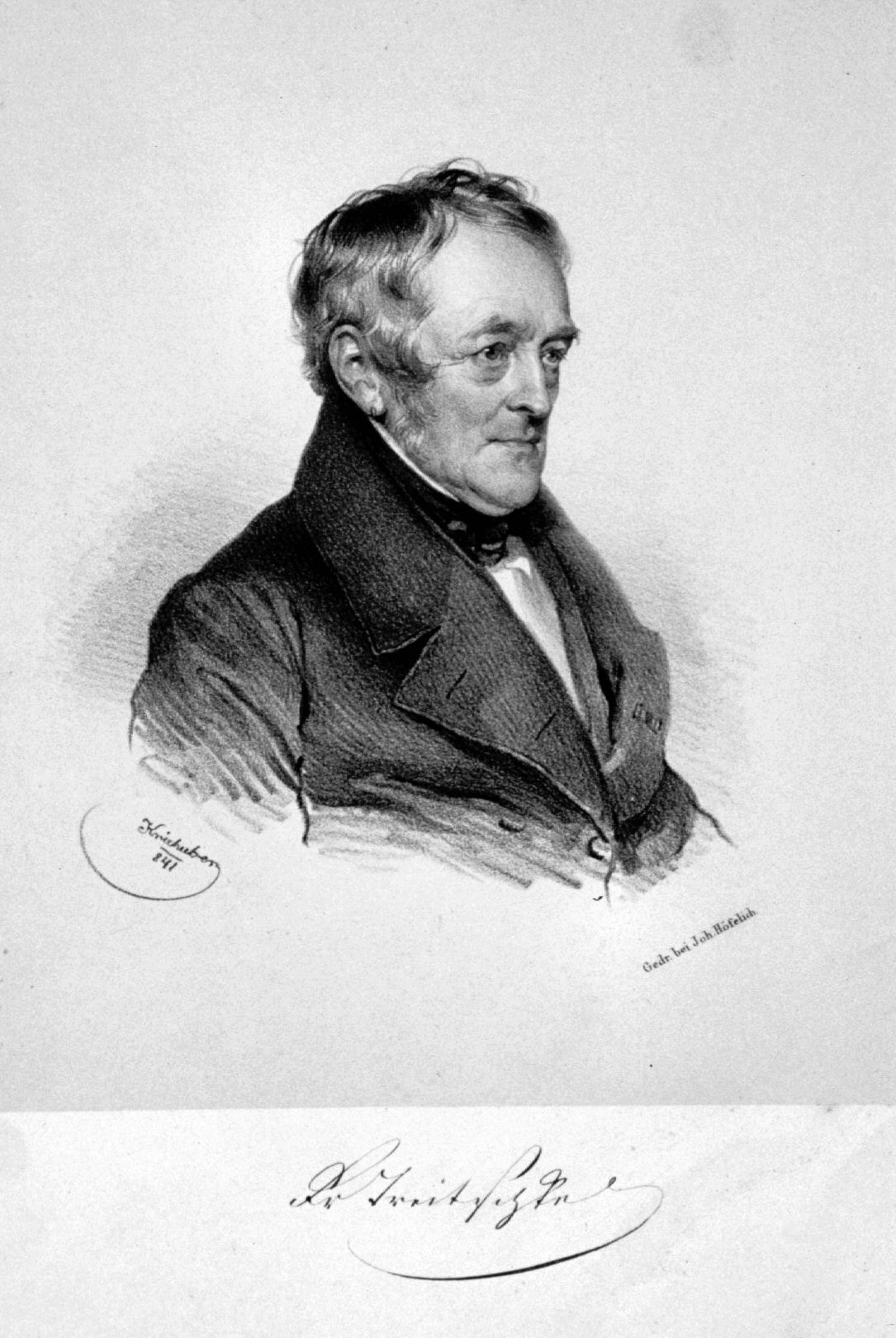
Georg Friedrich Treitschke, Lithographie von Josef Kriehuber, 1841

Georg Friedrich Treitschke, auch Friedrich Treitschke, (* 29. August 1776 in Leipzig; † 4. Juni 1842 in Wien) war ein deutsch-österreichischer Dramatiker, Theaterregisseur und Lepidopterologe (Schmetterlingskundler).

## Leben
Auf Wunsch seines Vaters, des Kaufmanns Daniel Friedrich Treitschke, schlug Georg Friedrich ebenfalls eine kaufmännische Laufbahn ein und wurde 1793 zur weiteren Ausbildung in die Schweiz geschickt. In Zürich bestärkte ihn die Bekanntschaft mit dem Prediger und Dichter Georg Geßner in seiner Vorliebe für Dichtkunst und Theater. 1797 kehrte Treitschke nach Leipzig zurück und war dort zunächst als Kaufmann tätig. Nach dem Tod seines Vaters 1799 widmete er sich jedoch ganz der Schriftstellerei. Bereits sein erstes Bühnenstück, Das Bauerngut, eine Fortsetzung der Komödie Die beiden Billets von Christian Leberecht Heyne (alias Anton Wall), wurde auf vielen deutschen Bühnen gespielt. 1802 machte Treitschke auf einer Reise nach Wien die Bekanntschaft Freiherr von Brauns, des Leiters des Burgtheaters (damals: k.-k. Hoftheater) und wurde als Theaterregisseur und Bühnendichter am Hoftheater angestellt. Am 23. Oktober 1805 heiratete er die Tänzerin Magdalena de Caro (* 25. April 1788 in Civitavecchia; † 24. August 1816 in Wien), mit der er eine Tochter hatte. Zwei weitere Söhne Friedrich (1819–1878) und Josef (1822–1844) wurden durch die 2. Ehe mit Christiane Auguste Croyherr von Kriechenfels (1792–1848) geboren. 1809 übernahm Treitschke zusätzlich zu seinem eigentlichen Amt die Vizedirektion und 1811–1814 die Direktion des Theaters an der Wien, das mit den beiden Hoftheatern eng verbunden war. Ab 1814 war Treitschke wieder am Hoftheater als Regisseur angestellt. Hauptsächlich führte er dort Regie der Deutschen und Italienischen Oper. 1822 wurde er Hoftheaterökonom, womit er die Aufsicht über Finanzen und Rechnungswesen des Hauses erhielt.
Durch seine Freundschaft mit dem Schauspieler und Entomologen Ferdinand Ochsenheimer (1767–1822), den er 1797 in Leipzig kennengelernt hatte und der ab 1807 am Wiener Hoftheater spielte, wurde Treitschke zur Beschäftigung mit der Lepidopterologie (Schmetterlingskunde) angeregt. Ab 1808, als er krankheitsbedingt Erholung und frische Luft verordnet erhielt, wurde er Ochsenheimers Begleiter auf zahlreichen entomologischen Exkursionen, stand ihm bei der Herausgabe des Werks Die Schmetterlinge von Europa (Band 1–4, 1807–1816) zur Seite und gab nach Ochsenheimers Tod die Bände 5 bis 10 (1825–1835) selbst heraus. Seine entomologischen Werke erschienen unter dem Namen „Friedrich Treitschke“.

## Werk und Leistung

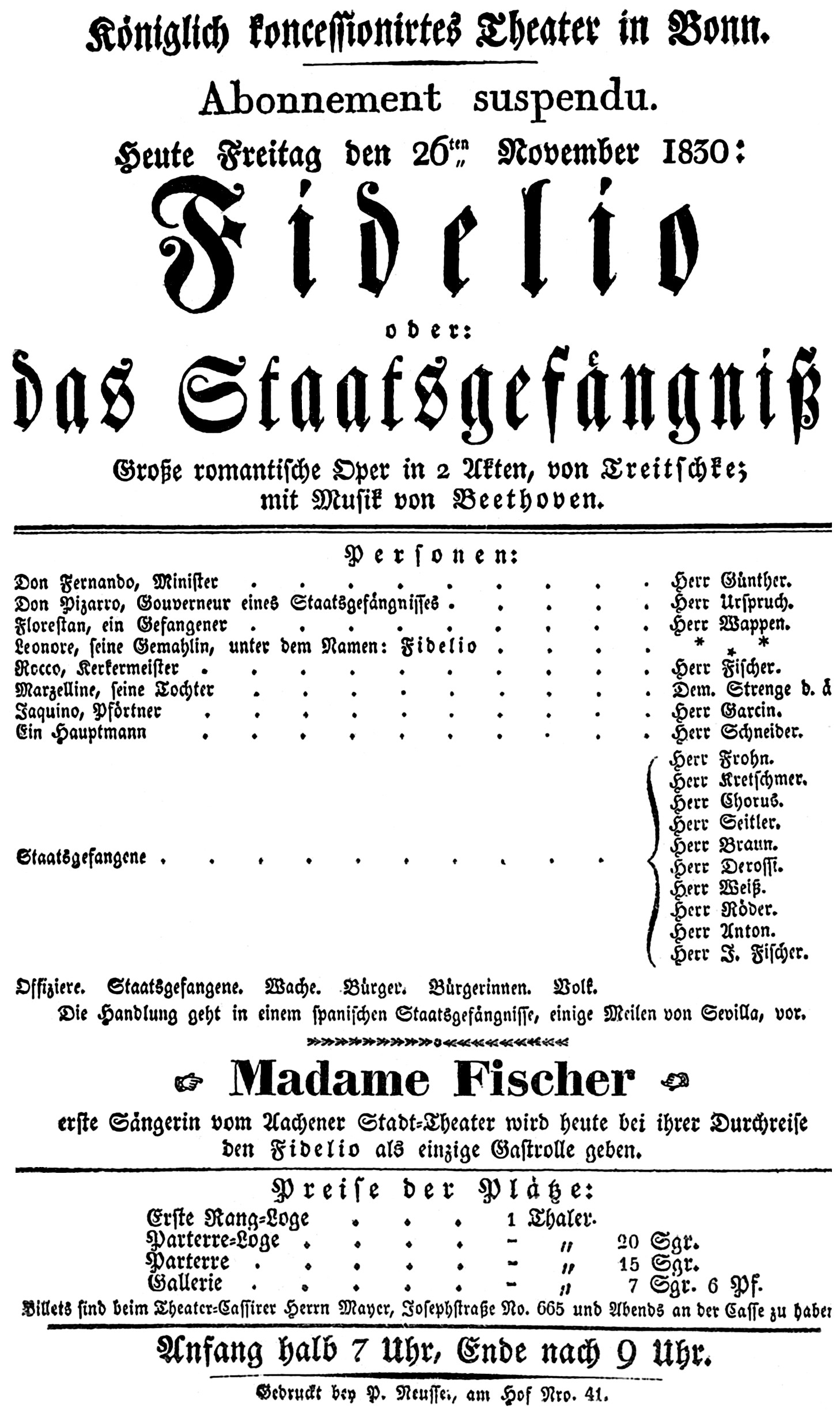
Plakat einer Fidelio-Aufführung

Treitschke verfasste eine beträchtliche Zahl von Bühnenstücken, Singspielen und Operntexten, unter denen sein Libretto zu Beethovens Fidelio (als 3. und somit endgültige Fassung vom 23. Mai 1814) von besonderer Bedeutung ist. Daneben veröffentlichte er zahlreiche Arbeiten über Musik und Theater in Zeitschriften und in der Tagespresse, gab mehrere Gedichtanthologien sowie zwei Bände eigene Gedichte (1817, 1841) heraus. Durch seine jahrzehntelangen unterschiedlichen Tätigkeiten hatte er geschäftliche und auch freundschaftliche Kontakte mit den Komponisten seiner Zeit, unter anderem mit Beethoven, Antonio Salieri, Joseph Weigl, Conradin Kreutzer, Carl Maria von Weber und Franz Schubert. Treitschkes Singspiel Die gute Nachricht wurde unter anderem in den Teilen 1 mit Musik von Mozart und Teil 8 mit dem Chor Germania von Beethoven unterlegt. Beethoven vertonte das deutsche Volkslied „Der Ruf vom Berge (Wenn ich ein Vöglein wär) WoO 146“ und widmete es dem Textdichter Treitschke „dem besten(n) Dichter und Trachter von den Ufern der Wien bis zum Amazonen-Fluß“. Als Theaterdichter hatte Treitschke Kontakt mit J. W. v. Goethe. So bat Goethe um die Zusendung des Manuskriptes von „Mozart's Idomeneus“ nach Weimar. Treitschke hatte Idomeneo aus dem Italienischen ins Deutsche übersetzt und in Wien zum ersten Mal auf die Bühne gebracht. Die meisten seiner Werke sind jedoch heute vergessen.
Dauerhaften Ruhm hat sich Treitschke auf entomologischem Gebiet erworben. Hier machte er sich einen Namen durch die sorgfältige und zuverlässige Bearbeitung der Schmetterlinge von Europa als Weiterführung von Ochsenheimers unvollendetem Werk. Als dessen Schaffenskraft ab 1815 nachließ, übernahm Treitschke einen Teil der Arbeit an Band 4 und den Löwenanteil an Band 5, in dem Ochsenheimer nur noch einen Teil der ersten Gattung bearbeitete. Der Tod von Treitschkes Gattin 1816 mag mit dazu beigetragen haben, dass er sich zur Ablenkung in diese Arbeit stürzte. Nachdem Ochsenheimer 1822 gestorben war, setzte Treitschke das Werk fort, wobei die Bände 5 bis 10 auf 12 Teilbände von je 250 bis 450 Seiten aufgeteilt, in jeweils nur einjährigem Abstand erschienen. Mit ungewöhnlichem Scharfblick entdeckte und beschrieb Treitschke zahlreiche neue Arten in nahezu allen größeren Gruppen, mit Ausnahme der Tagfalter und der sogenannten „Spinner“ und Schwärmer, die bereits von Ochsenheimer bearbeitet worden waren. Viele der neuen Arten stammten aus Ausbeuten Wiener Sammler, aus Österreich, Ungarn, Dalmatien, aber auch aus anderen Balkan- und Mittelmeerländern. Zwar enthielten die Bücher keine Abbildungen, doch wurden Belegstücke neuer und wenig bekannter Arten gelegentlich von den Verfassern bebilderter Werke, namentlich von Christian Friedrich Freyer (1794–1885), abgebildet. Insgesamt gebührt Treitschke das Verdienst, ein abgeschlossenes Werk zur damaligen Kenntnis der Biodiversität der europäischen Lepidopteren geschaffen zu haben, das nicht nur detaillierte Beschreibungen der Imagines, sondern auch der Raupen, ihrer Nahrungspflanzen und ihrer Lebensweise enthält. Nach dem aktuellen Stand der Nomenklatur sind über 130 von Treitschkes Taxa als gültige Artnamen in Gebrauch.
Mehrere Schmetterlingsarten wurden ihm zu Ehren benannt, darunter Euploea treitschkei (Boisduval, 1832), Pyrrhia treitschkei (Frivaldszky, 1835), Antispila treitschkiella (Fischer von Röslerstamm, 1843) und Abrepagoge treitschkeana (Treitschke, 1835).
In der zoologischen Literatur wird sein Name meist mit „Tr.“ abgekürzt.

## Sammlungsverbleib
Treitschkes Sammlung umfasste ca. 9.500 Exemplare in 2.582 Arten und Varietäten. Sie wurde 1843 für 3.000 Gulden ans Ungarische Nationalmuseum in Budapest verkauft, wohin die Ochsenheimer-Sammlung mit 3772 Exemplaren bereits 1824 gelangt war.

## Werke

### Entomologische Werke
- F. Ochsenheimer, F. Treitschke: Die Schmetterlinge von Europa. Band 5/1. Fleischer, Leipzig 1825 XVI + 414 S.
- F. Treitschke: Die Schmetterlinge von Europa. Band 5/2. Fleischer, Leipzig 1825, 447 + [1] S.
- F. Treitschke: Die Schmetterlinge von Europa. Band 5/3. Fleischer, Leipzig 1826, IV + 419 + [1] S.
- F. Treitschke: Die Schmetterlinge von Europa. Band 6/1. Fleischer, Leipzig 1827, VIII + 444 S.
- F. Treitschke: Die Schmetterlinge von Europa. Band 6/2. Fleischer, Leipzig 1828, 319 S.
- F. Treitschke: Die Schmetterlinge von Europa. Band 7. Fleischer, Leipzig 1829, VI + 252 S.
- F. Treitschke: Die Schmetterlinge von Europa. Band 8. Fleischer, Leipzig 1830, VIII + 312 S.
- F. Treitschke: Die Schmetterlinge von Europa. Band 9/1. Fleischer, Leipzig 1832, VIII + 272 S.
- F. Treitschke: Die Schmetterlinge von Europa. Band 9/2. Fleischer, Leipzig 1833, 284 S.
- F. Treitschke: Die Schmetterlinge von Europa. Band 10/1. Fleischer, Leipzig 1834, X + 286 S.
- F. Treitschke: Die Schmetterlinge von Europa. Band 10/2. Fleischer, Leipzig 1835, [2] + 340 S.
- F. Treitschke: Die Schmetterlinge von Europa. Band 10/3. Fleischer, Leipzig 1835, [4] + 302 S.
- F. Treitschke (Hrsg.): Naturhistorischer Bildersaal des Thierreiches. Nach William Jardine. Vorwort von K. Vogel. 4 Bände (1840–1843). Hartleben, Pesth / Leipzig. Ca. 770 S., 180 Taf. (360 Abb.).
- F. Treitschke: Naturgeschichte der europäischen Schmetterlinge. Schwärmer und Spinner. Hartleben Pesth 1841. [9] + XIV + [2] + 222 S., Frontispiz, 30 Taf.
- Naturgeschichte der Tauben, nach Prideaux John und  Selby. Deutsch bearbeitet von G. F. Treitschke, Pesth 1839.

### Dramatische und andere Werke (Auswahl)
- G. F. Treitschke: Singspiele nach dem Französischen. 5 Bände. Wien 1808.
- F. Treitschke: Gedichte. I. B. Wallishausser, Wien 1817.
- G. F. Treitschke: Libretto zur Kantate Du, dieses Bundes Fels und Gründer - von Salieri vertont, 1820.
- G. F. Treitschke: Libretto zur Fortsetzung von Mozarts Le nozze di Figaro Die beiden Figaro – von Conradin Kreutzer für Wien vertont, Uraufführung in Braunschweig 1838/1840.
- K. Streckfuß, G. F. Treitschke (Hrsg.) (1805): Musenalmanach für das Jahr 1805.
- A. Kuhn, G. F. Treitschke (Hrsg.) (1808): Musenalmanach für das Jahr 1808.
- F. Treitschke: Gedichte. I. B. Wallishausser, Wien 1841. [8] + 162 S.

### Weitere Arbeiten und Übersetzungen
| Art                     | Titel                           | Vorlage                                                         | Komponist                                            | Datum                                     |
| ----------------------- | ------------------------------- | --------------------------------------------------------------- | ---------------------------------------------------- | ----------------------------------------- |
| Komische Oper           | Wagen gewinnt                   | Jean-Nicolas Bouilly, 2 Aufzüge                                 | Étienne-Nicolas Méhul                                | 1803 Wien, Hoftheater                     |
| Oper                    | Helene                          | J.-N. Bouilly, 3 Aufzüge                                        | E.-N. Méhul                                          | 18.11.1803 Wien, Hoftheater               |
| Komisches Singspiel     | Der Onkel in Livree             | Alexandre Duval, 1 Aufzug                                       | P. A. Diminique                                      | 1803 Wien, Hoftheater                     |
| Singspiel               | Das Singspiel                   | G. F. Treitschke, 1 Aufzug                                      | Dominique Della Maria                                | 15.10.1803 Wien, Hoftheater               |
| Komisches Singspiel     | Der portugiesische Gasthof      | Etienne Aignon, 1 Aufzug                                        | Luigi Cherubini                                      | 22.9.1803 Wien, Hoftheater                |
| Singspiel               | Das Zweyte Capitel              | E. M. Dubaty, 1 Aufzug                                          | J. P. Solle                                          | 1803 Wien, Hoftheater                     |
| Liederspiel             | Mitgefühl                       | G. F. Treitschke, 1 Aufzug                                      | Paul Wranitzky                                       | 22.4.1804 Wien, Burgtheater               |
| Oper                    | Die Verwiesenen auf Kamtschatka | Alexandre Duval, 3 Aufzüge                                      | François-Adrien Boieldieu                            | 1804 Wien, Kärntnertortheater             |
| Oper                    | Die Neger                       | G. F. Treitschke, 2 Akte                                        | Antonio Salieri                                      | 10.11.1804 Wien, Theater an der Wien      |
| Oper                    | Aline, Königin von Golconda     | Vial u. Favieres, 3 Aufzüge                                     | Henri Montan Berton                                  | Wien 1804                                 |
| Singspiel               | Milton                          | Victor-Joseph Étienne de Jouy und Dieulafoi, 1 Aufzug           | Gaspare Spontini                                     | 24.3.1806 Wien                            |
| Singspiel               | Das Admiralschiff               | Reveroni Saint-Cyr, 1 Aufzug                                    | H. M. Berton                                         | 1805 Wien Hoftheater                      |
| Singspiel               | Das Singspiel an den Fenstern   | G. F. Treitschke, 1 Aufzug                                      | Nicolas Isouard                                      | 1806 Wien, Hoftheater                     |
| Oper                    | Die Uniform                     | Giuseppe Carpani, 2 Aufzüge                                     | Joseph Weigl                                         | 15.2.1805 Wien, Hoftheater                |
| Liederspiel             | Des Dichters Geburtstag         | G. F. Treitschke, 1 Aufzug                                      | A. Bergt                                             | 1807 Wien, Hoftheater                     |
| Romantisches Schauspiel | Zobe’is                         | G. F. Treitschke, Gozzi, 5 Aufzüge                              | Schauspiel                                           | Oktober 1806 Wien                         |
| Komische Oper           | Die wandernden Komödianten      | L. B. Picard, 2 Aufzüge                                         | François Devienne                                    | 18.12.1805 Wien, Hoftheater               |
| Komisches Singspiel     | Das Singspiel auf dem Dache     | Treitschke M. Dumersan, 1 Aufzug                                | A. F. Fischer                                        | 1807 Wien, Theater an der Wien            |
| Oper                    | Adrian von Ostade               | G. F. Treitschke, 1 Aufzug                                      | J. Weigl                                             | 3.10.1807 Wien, Kärntnertortheater        |
| Singspiel               | Das Waisenhaus                  | G. F. Treitschke, 2 Aufzüge                                     | J. Weigl                                             | 4.10.1808 Wien, Kärntnertortheater        |
| Tragische Oper          | Medea                           | G. F. Treitschke, 3 Aufzüge                                     | L. Cherubini                                         | 6.11.1802 Wien                            |
| Romantische Oper        | Rotkäppchen                     | Theaulon de Lambert, 3 Aufzüge                                  | F.-A. Boieldieu                                      | 1802 Wien, Kärntnerthortheater            |
| Schauspiel mit Gesang   | Die Tage der Gefahr             | J.-N. Bouilly, 1 Aufzug                                         | L. Cherubini                                         | 1802 Wien, Kärntnerthortheater            |
| Komisches Singspiel     | Die zwei Posten                 | E. M. Dubaty, 1 Aufzug                                          | Angelo Tarchi                                        | 1803 Wien, Hoftheater                     |
| Lustspiel               | Die beiden Billets              | Heyne (genannt Anton Wall)                                      | Lustspiel                                            | 1802 Wien                                 |
| komisches Singspiel     | Die Junggesellenwirthschaft     | G. F. Treitschke, 1 Aufzug                                      | Adalbert Gyrowetz                                    | 18.06.1807 Wien, Hoftheater               |
| Oper                    | Kalaf                           | G. F. Treitschke, 3 Aufzüge                                     | Nicolas-Marie Delayrac                               | 13.10.1808 Wien, Hoftheater               |
| Komisches Singspiel     | Die musikalische Akademie       | B. J. Marsollier, 1 Aufzug                                      | Luigi Torelli                                        | 18.06.1807 Wien, Kärntnertortheater       |
| Singspiel               | Das Milchmädchen von Bercy      | G. F. Treitschke, S.Vaudeville 2 Aufzüge                        | Anton Friedrich Fischer                              | 01.06.1808 Wien, Hoftheater               |
| Schauspiel mit Gesang   | Graf Armand                     | J.-N. Bouilly, 3 Aufzüge                                        | L. Cherubini                                         | 14.12.1805 Wien, Kärntnertortheater       |
| Singspiel               | Der politische Zingießer        | L. Holberg, 3 Aufzüge                                           | Vaudeville                                           | 20.12.1803                                |
| Arien u.Gesänge         | aus Gabrielle d’Estrees         | C. Godard Aucord de S. J., 3 Aufzüge                            | E.-N. Méhul                                          | 15.07.1807 Wien, Theater an der Wien      |
| Singspiel               | Julie oder der Blumentopf       | A. G. Jars, 1 Aufzug                                            | G. Spontini                                          | 05.11.1806 Wien, Kärntnertortheater       |
| Komisches Singspiel     | Der Nachtwächter                | Fr. W. Hunnius, 1 Aufzug                                        | Sigismund von Neukomm                                | 1804 Wien                                 |
| Oper                    | Alexander am Indus              | Fr. W. Hunnius, 1 Aufzug                                        | S. von Neukomm                                       | 27.1.1804, St. Petersburg                 |
| Komisches Singspiel     | Mädchentreue                    | Lorenzo Da Ponte, 2 Akte                                        | W. A. Mozart (nach Così fan tutte)                   | Wien 09.09.1805                           |
| Singspiel               | Idomeneus, König von Creta      | Giambattista Varesco, 3 Akte                                    | W. A. Mozart                                         | 03.08.1806 Wien                           |
| Singspiel               | Die gute Nachricht              | G. F. Treitschke, 1 Akt                                         | Mozart, Beethoven, Weigl, Umlauf, Hummel             | 11.04.1814 Wien, Kärntnertortheater       |
| Singspiel               | Die Ehrenpforten                | G. F. Treitschke, 1 Akt                                         | C. M. von Weber, G. F. Händel, L. v. Beethoven u. a. | 15.07.1815 Wien, Kärntnertortheater       |
| Oper                    | Die Jugend Peter des Großen     | J.-N. Bouilly, 3 Aufzüge                                        | J. Weigl                                             | 10.10.1814 Wien, Kärntnertortheater       |
| Oper                    | Der Einsiedler auf den Alpen    | P. v. Bene Verin, 1 Aufzug                                      | J. Weigl                                             | 13.06.1810 Wien, Kärntnertortheater       |
| Schäferspiel            | Die Nachtigall und der Rabe     | Lafontaine u. Etienne, 1 Aufzug                                 | J. Weigl                                             | 20.04.1818 Wien, Hoftheater               |
| Singspiel               | Edmund und Caroline             | B. J. Marsoillier d. V.                                         | J. Weigl                                             | 21.10.1821 Wien, Kärntnertortheater       |
| Komische Oper           | Die beiden Figaro               | Marvelli, 2 Aufzüge                                             | Conradin Kreutzer                                    | 12.8.1840 Braunschweig                    |
| Singspiel               | Der Zinngießer                  | G. F. Treitschke, 2 Aufzüge                                     | A. Gyrowetz                                          | 27.08.1808 Weimar (Lauchstätt bei Weimar) |
| Oper                    | Fernando und Marie              | G. F. Treitschke, 5 Akte                                        | P. Wranitzky                                         | 11.06.1808 Wien, Burgtheater              |
| Oper                    | Fidelio                         | J.-N. Bouilly, Joseph Sonnleithner, G. F. Treitschke, 2 Aufzüge | Ludwig van Beethoven                                 | 23.05.1814 Wien, Kärntnertortheater       |
| Zauberoper              | Das Zauberglöckchen             | nach Theaulon,F.Treitschke 3 Aufzüge                            | F.Herold Franz Schubert                              | 20.06.1821                                |
| Oper                    | Die Intrigue durch die Fenster  | Isouard, Dubaty, Bouilly, 1 Aufzug                              | Nicolo de Malthe                                     | Wien 1806                                 |
| Oper                    | Cäsar auf Pharmacusca           | Carlo Prospero Defranceschi, 2 Aufzüge                          | A. Salieri                                           | 22.10.1808 Wien, Theater an der Wien      |
| Oper                    | Romulus und Remus               | G.F.Treitschke                                                  | Johann E.Fuß                                         | 9.9.1816 Wien                             |